# Île Buckle
Pour les articles homonymes, voir Buckle.
L’île Buckle ou Buckle Island est l'une des trois îles principales de l'archipel inhabité des îles Balleny, groupe d'îles de l’océan Pacifique. Elle est située à 74 km au  nord-ouest de l'île Sturge, à 32 km au sud-est de l’île Young et à 328 km au nord-est de Knight Nunatak (en), sur le continent Antarctique.
L'île est de forme allongée. Elle mesure environ 9,5 km de large au nord, pour une longueur maximum de 24,5  km. L'île est d'origine volcanique et toujours en activité, la dernière éruption datant de 1899.
Le point le plus au nord de l'île Buckle est le cap Cornish. Plusieurs îlots sont disséminés dans le détroit séparant le cap Cornish de l’île Young, le plus important étant l'île Borradaile. D'autres îlots émergent à proximité de l'extrémité sud de l'île, le cap McNab, comprenant l'île Sabrina et un rocher haut de 80 m en forme de meule nommé le « Monolithe. » Les deux îles « Buckle Island » et « Sabrina Islet » sont des zones d'implantation de colonies de manchot Adélie et de manchots à jugulaire.
Ces îles forment une partie de la dépendance de Ross, réclamée par la Nouvelle-Zélande (voir Revendications territoriales en Antarctique).